# Zaharia Przemețchi
Zaharia Przemețchi (n. 24 martie 1883, Ismail – d. 6 ianuarie 1944) a fost un silvicultor român din prima jumătate a secolului XX. A fost inițiatorul tipologiei forestiere în România. A descris tipurile de pădure din ocoalele silvice pe care le controla în calitate de inspector general al Casei Autonome a Pădurilor Statului (CAPS). A contribuit la creșterea suprafeței împădurite în regiunea de stepă.

## Biografie
A urmat cursurile liceului din Bolgrad, pe care l-a absolvit în 1901 cu medalia de argint.
În 1901 s-a înscris la Institutul Forestier Imperial din Sankt Petersburg, pe care l-a absolvit în anul 1907.
În timpul studiilor, de la 1 martie la 1 octombrie, în anii 1905, 1906 și 1907, a lucrat la Stațiunea de Experimentație Forestieră Buzuluk, în calitate de asistent diurnist, unde a studiat biologia insectei Melolontha hippocastani L și întocmirea hǎrții solurilor forestiere, sub conducerea profesorilor Georghi Fedorovich Morozov, creatorul teoriei tipurilor de pădure, Andrei Petrovici Tolschi, pionier al impăduririlor în regiunile aride și Petr Andreevici Zemiatcenschi, mineralog și pedolog.

## În serviciul silvic rus
La 13 decembrie 1907, Przemețchi a intrat în serviciul silvic al statului rus, ca șef al împăduririlor și construcțiilor din departamentul silvic St. Petersburg.
La 6 aprilie 1908 a fost numit silvicultor asistent și conferențiar la Școala de conductori silvici Parfino, din gubernia Nijni Novgorod.
La 8 octombrie 1909 a fost numit șef al ocolului silvic Chirilov, din gubernia Nijni Novgorod, în suprafață de 78500 ha, unde a facut exploatări în stil mare pentru export în Anglia și Germania, și pentru fabricile de cherestea ale statului. Tot aici a lucrat la drenarea suprafețelor mocirloase.
La 22 martie 1911 a fost trecut șef al ocolului silvic Dunărea, cu reședința la Ismail, unde s-a ocupat de organizarea lucrărilor de împădurire din regiunea inundabilă a Dunării, în ostrovul Câșlița.
La 14 ianuarie 1914 a fost numit șef al ocolului silvic Tighina, unde a organizat pepiniere întinse și a plantat suprafețe mari în regiunea de antestepă.

## Inspector pentru impăduriri la CAPS
La 1 ianuarie 1924 a fost avansat inginer subinspector silvic, și la 1 iulie 1924 a fost numit șef al Serviciului plantațiilor și construcțiilor din Centrala Direcției Chișinau, unde a organizat lucrările de pepiniere și împădurire din întreaga Basarabie.
La 15 mai 1930 a fost numit director al regionalei silvice Chișinau. La initiațiva profesorului Marin Dracea, la 30 dec 1932 a fost trecut ca inspector general al regenerărilor și amenajărilor din pădurile statului, unde a funcționat până în luna octombrie 1941, când i s-a cerut să organizeze serviciul silvic al Transnistriei.
La 31 martie 1943 s-a pensionat.

## Contribuții teoretice si practice
Przemețchi a publicat in 1921 prima lucrare din România asupra tipurilor de pădure, definite de el ca  “unitate sistematică ce cuprinde pădurile care vegetează în condiții staționale similare și care se caracterizează prin aceeași formă exterioară și aceleași însușiri biologice.”
În calitate de inspector general al regenerărilor, Zaharia Przemețchi a activat pe teren, dând sfaturi și îndemnuri. A scris referate și procese verbale amănunțite, prin care a adus lumină în chestiunile privitoare la tipurile de pădure și sol, și în cele de cultură forestieră din ținuturile uscate, pe care le văzuse și studiase în tinerețe în cadrul serviciului silvic rus. A pledat pentru prășitul plantațiilor din stepă, care duce la formarea de rouă subterană, spre deosebire de udat, care are un efect negativ în pepinierele silvice din regiunile uscate.
A publicat articole în Revista Pădurilor și Viața Forestieră.
A scris în colaborare cu alți ingineri Tehnica împăduririlor și Carta pădurarului.

## Decorații
A fost decorat cu Ordinul Coroana României și Ordinul Steaua României în gradul de Cavaler, iar pentru activitatea desfășurată în Transnistria i s-a conferit Ordinul Vulturul alb german.